# Shinsuke Kashiwagi
Shinsuke Kashiwagi (柏木真介, Kashiwagi Shinsuke), né le 22 décembre 1981, à Hokkaidō, au Japon, est un joueur japonais de basket-ball. Il évolue au poste de meneur. 